# Adriaan Oskamp
Adriaan Oskamp (Rotterdam, 26 mei 1906 - Oegstgeest, 25 september 1985) was een Nederlandse predikant. Tijdens de Tweede Wereldoorlog was hij actief in het Nederlands verzet in de Tweede Wereldoorlog.

## Levensloop
Oskamp was lid van de Nederlandse Hervormde Kerk en studeerde theologie. Zowel zijn broer als een neef waren predikant. Oskamps kerkelijke "carrière" begon in 1929 toe hij een beroep aannam als hulppredikant als hulppredikant. Hij stond vervolgens op de kansel in Enschede (1930-1937), Leeuwarden (1937-1941), en Velp (Gelderland)  (1941-1947). In 1947 vertrok hij als onderdeel van een groep van tien predikanten naar Nederlands-Indië. Na terugkeer in Nederland werd hij beroepen in Heemstede, waar hij tot 1965 predikant was. Daarna was hij nog korte tijd verbonden aan de kerk in Voorburg en tevens voorzitter van de Hervormde Raad voor de Zending.
Een jaar na de Duitse inval in Nederland arriveerde Oskamp in het Gelderse dorp Velp. In zowel Velp als zijn vorige standplaats keerde Oskamp zich in zijn preken tegen het nazisme. Ook bad hij regelmatig voor koningin Wilhelmina. In 1942 pakten de Duitsers hem voor daarom voor één dag als gijzelaar op. Hij wilde de Joodse Saartje Pik en haar man bij hem thuis laten onderduiken. Zijn vrouw ziet dat niet zitten, waarop Oskamp een andere onderduikplaats voor het echtpaar regelde en maandelijks in hun onderhoud voorzag. Voor de Jood Jaap Waas organiseerde hij een schuilplaats bij het echtpaar Lüps op Kasteel Biljoen. Via het Armenfonds van de kerk verschafte hij geld aan gezinnen wiens mannen ondergedoken zaten om te ontkomen aan tewerkstelling in Duitsland.
In de nacht van 7 op 8 januari 1944 vonden in heel Velp arrestaties plaats. Een verzetskern rond pater Jan Campman werd opgerold. Oskamp had contact met Campman, maar behoorde niet tot diens verzetsgroep. Via het huis van bewaring in Arnhem, kwam de predikant terecht in Kamp Amersfoort. Vervolgens zat Oskamp drie maanden vast in het huis van bewaring in Utrecht om daarna op transport te gaan naar het Duitse Darmstadt. Daar verrichtte hij enkele maanden dwangarbeid. Op 12 januari 1945 vond er een rechtszaak plaats tegen twaalf leden van de groep rond Campman. Tot zijn verrassing werd Oskamp vrijgesproken. Een paar weken later keerde hij terug in Velp.

## Persoonlijk
Oskamp was getrouwd met Florina Alexandrina van den Berg. Met haar kreeg hij drie kinderen.